# Pequeño Alpamayo
El Pequeño Alpamayo (Alpamayo Chico, o Fabulosa), llamado así por su semejanza a la cara menos conocida del Alpamayo peruano, es una cumbre ubicada en el macizo Condoriri, en el departamento de La Paz, tiene una altura de 5.410 metros sobre el nivel del mar.
Esta cumbre, en contra de este rol poco predominante en el sector Condoriri, y en contra de su nombre, es uno de los tesoros del sector. No solo por su sinuoso filo, que nos lleva a su cumbre, sino porque se abalanza sobre los profundos valles que vienen desde los Yungas (el sector occidental de la selva amazónica de Bolivia), miles de metros más abajo, haciendo contraste con el poco desnivel que apreciamos hacia el altiplano, que se extiende como un mar hacia el norte y oeste. 
Se encuentra apenas a un par de horas desde La Paz.